# Tea for Three
Albums de Negicco
Rice & Snow
(20 janvier 2015)
Compilations par Negicco
Negicco 2003-2012 ~Best~
(22 février 2012)
Singles
1. Nee Vardia
Sortie : 11 août 2015
2. Mujun, Hajimemashita.
Sortie : 29 mars 2016

Tea for Three (ティー・フォー・スリー) est le troisième album studio du groupe d'idoles japonais Negicco sorti en mai 2015.

## Détails de l'album
Il sort le 24 mai 2015 sur le label T-Palette Records, en une seule édition. Il se place 14e sur le classement hebdomadaire des ventes de l'Oricon et s'y maintient pendant cinq semaines.
Le CD de l'album comprend au total 13 titres dont certains sortis auparavant en singles auparavant comme : Nee Vardia (accompagné de sa chanson face B Oyasumi), Mujun, Hajimemashita.
Divers artistes et musiciens ont participé à l'écriture des paroles et la production de l'album tels que : Connie (le producteur de Negicco), Takashi Ikeda, Kai Takahashi (Lukcy Tapes), G.RINA, Mabanua, les OKAMOTO'S, les Magic, Drums & Love, les Spangle call Lilli line, etc.
La chanteuse MEG a écrit les paroles de la chanson Oyasumi. Celle-ci est sous une version différente dans l'album. L'artiste Maaya Sakamoto a quant à elle écrit les paroles de Watashi e.

## Interprètes
- Nao☆ (なお☆?)
- Megu (めぐ?)
- Kaede (かえで?)

## Liste des titres
| 1.  | Nee Vardia (ねぇバーディア)                         | Takafumi Ikeda   | Takafumi Ikeda (Rekishi) | 18e single           |  |
| 2.  | RELISH                                              | connie, NEGiBAND |                          |                      |  |
| 3.  | Magic Mitai na Music (マジックみたいなミュージック) |                  |                          |                      |  |
| 4.  | Koi no Shananana (恋のシャナナナ)                   |                  |                          |                      |  |
| 5.  | Good Night Negi Soup (Good Night ねぎスープ)        |                  | G.RINA                   |                      |  |
| 6.  | Kōnan Yoi Uta (江南宵唄)                            |                  |                          |                      |  |
| 7.  | Kanaro no Madobe (カナールの窓辺)                   |                  |                          |                      |  |
| 8.  | NIJI (虹)                                           |                  |                          |                      |  |
| 9.  | SNS wo Buttobase (SNSをぶっとばせ)                  |                  |                          |                      |  |
| 10. | Mujun, Hajimemashita. (矛盾、はじめました。)        |                  |                          | 20e single           |  |
| 11. | Doyō no Yoru Ha (土曜の夜は)                        |                  |                          |                      |  |
| 12. | Oyasumi (Album Ver.) (おやすみ)                     | connie           | MEG                      | face B du 18e single |  |
| 13. | Watashi e (私へ)                                    | Connie           | Māya Sakamoto            |                      |  |